# Friede von Belgrad

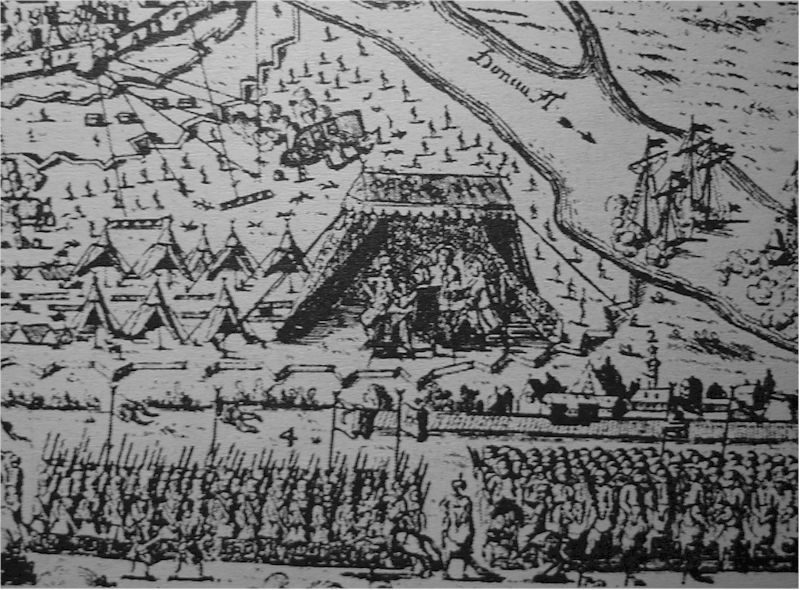
Unterzeichnung des Belgrader Friedens

Der Friede von Belgrad vom 18. September 1739 beendete den Russisch-Österreichischen Türkenkrieg (auch 4. Russischer Türkenkrieg oder 7. Österreichischer Türkenkrieg genannt).
Dabei verlor Österreich die meisten seiner Erwerbungen aus dem Frieden von Passarowitz vom 21. Juli 1718 wieder an das Osmanische Reich. Ihm blieb nur das Temescher Banat, während die Kleine Walachei (im heutigen Rumänien) sowie das zwischenzeitlich bestehende habsburgische Königreich Serbien mit Belgrad und ein Grenzstreifen in Nordbosnien verloren gingen. Der osmanische Chronist Ebu Sehil Nu'man Efendi hat über die Arbeit der österreichisch-osmanischen Grenzscheidungskommission in seinem Werk Tedbîrât-i Pesendîde (dt. „Treffliche Maßnahmen“) berichtet.

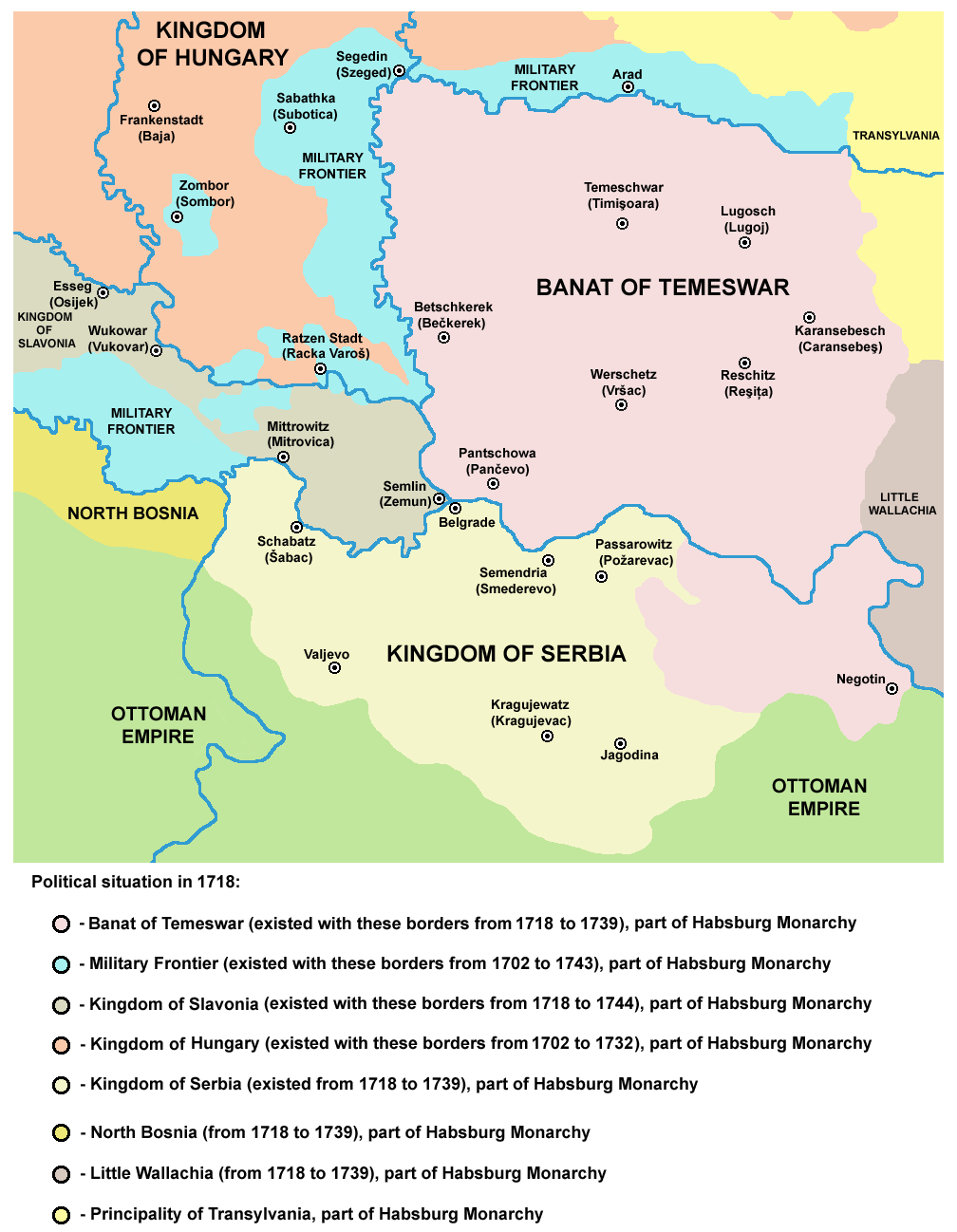
Grenzen von 1718–1739

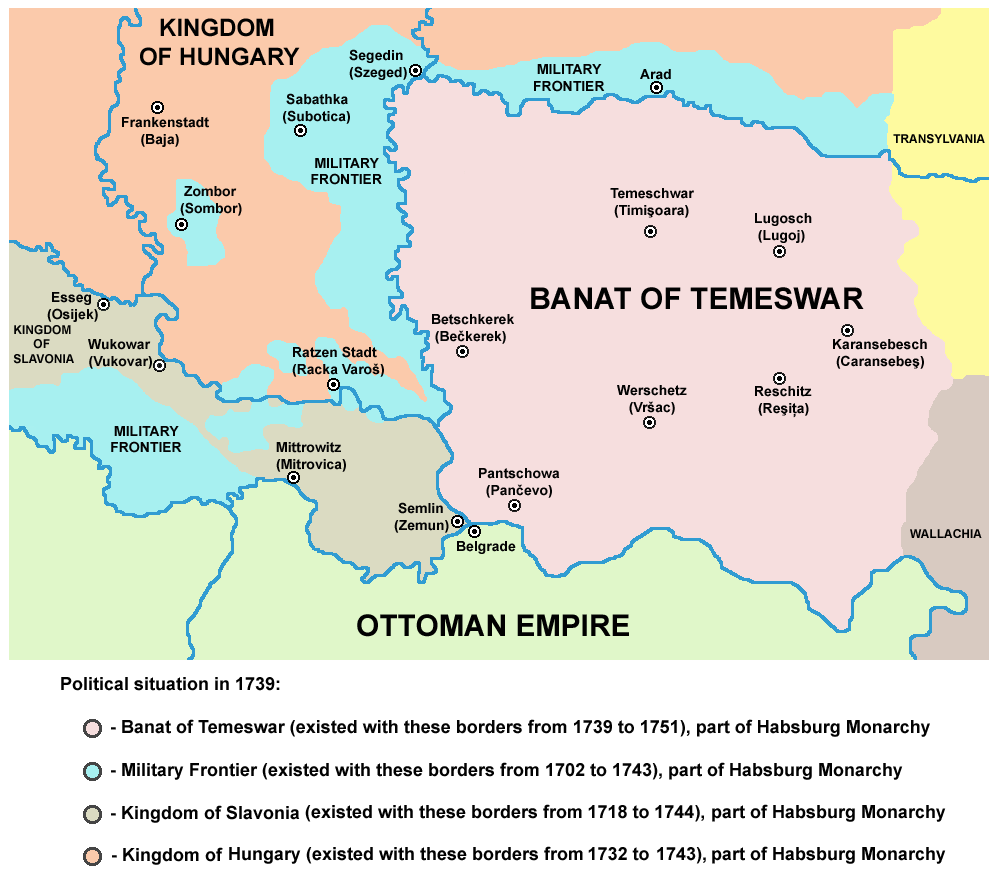
Die österreichisch-osmanische Grenze nach dem Frieden von Belgrad 1739

Aufgrund des Ausscheidens Österreichs aus dem Krieg und eines Bündnisses zwischen dem Osmanischen Reich und Schweden musste auch Russland, das zuvor erfolgreich gegen die Türken kämpfte, einen Friedensvertrag mit den Osmanen schließen, der die meisten russischen Eroberungen wieder rückgängig machte.